# Allokotarsa griqua
Allokotarsa griqua är en skalbaggsart som beskrevs av Gilbert John Arrow 1925. Allokotarsa griqua ingår i släktet Allokotarsa och familjen Melolonthidae. Inga underarter finns listade i Catalogue of Life.